# Calling All Stations Tour
Die Calling All Stations Tour war eine europaweite Tournee der britischen Progressive-Rock-Band Genesis, bei der sie zwischen Januar und Mai 1998 ihr Album … Calling All Stations … (1997) vorstellte. Es war ihre erste Tour nach dem Ausstieg ihres Sängers und Schlagzeugers Phil Collins und gleichzeitig die einzige mit ihrem damaligen Frontmann Ray Wilson.

## Hintergrund
Am 29. Januar 1998 starteten Genesis ihre Calling All Stations Tour in Budapest, die Ende Mai des gleichen Jahres mit ihren beiden Festivalauftritten bei Rock am Ring und Rock im Park ihren Abschluss fand. Dabei gaben Genesis diesmal ausschließlich Konzerte in Europa. Für November und Dezember 1997 war zwar eine 23-tägige Nordamerika-Tournee in großen Arenen geplant, die jedoch aufgrund des dortigen Misserfolgs des Albums Calling All Stations und unzureichender Ticketverkäufe letztendlich abgesagt wurde.
Ergänzend zur damaligen Genesis-Kernbesetzung aus Keyboarder Tony Banks, Gitarrist und Bassist Mike Rutherford und dem neuen Leadsänger Ray Wilson wurden der israelische Musiker Nir Zidkyahu, der gemeinsam mit dem Schlagzeuger Nick d’Virgilio auf dem Album Calling All Stations mitwirkte, als Live-Schlagzeuger sowie der Ire Anthony Drennan als Livegitarrist verpflichtet. Dies war somit die einzige Genesis-Tour mit Wilson, Zidkyahu und Drennan sowie die erste seit 1978, an der weder Phil Collins noch die langjährigen Tourmusiker Daryl Stuermer und Chester Thompson teilnahmen. Stuermer und Thompson wurden zwar im Vorfeld von Banks und Rutherford für die Tournee angefragt, doch Stuermer hatte bereits Phil Collins zugesagt, ihn auf seinen damaligen Solo-Tourneen 1997 und 1998 zu begleiten und Thompson weigerte sich beizutreten, nachdem sein Antrag auf vollwertige Bandmitgliedschaft bei Genesis von Banks und Rutherford abgelehnt wurde.
Für die Konzerte war ursprünglich ein aufwändiges Bühnenshow-Konzept geplant, das eine Weiterentwicklung desjenigen der We Can’t Dance Tour (1992) darstellen sollte (u. a. mit neun beweglichen Jumbotron-Großbildschirmen.) Nach der Absage der US-Tournee benutzten Genesis bei ihren Auftritten lediglich eine normale, für Hallenkonzerte konzipierte Bühne und nutzten einmal mehr die drei Bildschirme der vorherigen Tournee, die unverrückbar im hinteren Bereich der Bühne installiert wurden und größtenteils die gleichen Animationen wie 1992 zeigten.
Ein Großteil der ursprünglich von Phil Collins und Peter Gabriel gesungenen Genesis-Lieder wurde in eine tiefere Tonart transponiert, um sie für Wilson und seinem tieferen Stimmumfang problemlos singbar zu machen. In der Mitte der Shows gab es ein akustisches Medley mit Liedern aus den 1970er-Jahren. Die Tour wurde in mehreren Radiosendungen live aufgezeichnet; zwei Songs aus Birmingham (Not About Us und The Dividing Line) wurden 2023 offiziell in dem Live-Boxset Genesis: The BBC Broadcasts veröffentlicht.
Trotz des Fiaskos in Nordamerika war die Tour erfolgreich und konnte auch nicht zuletzt durch Songs wie The Carpet Crawlers oder Lover’s Leap (dem Anfangsteil von Supper’s Ready), die seit Jahren nicht mehr auf Genesis-Konzerten zu hören waren, die Fans zum größten Teil zufriedenstellen.
Dennoch war es für eine längere Zeit die vorerst letzte Genesis-Tournee, da die Band kein weiteres Album mit Ray Wilson produzierte.

## Setlist

### Beispiel-Setlist
- No Son of Mine
- Land of Confusion
- The Lamb Lies Down on Broadway
- Calling All Stations
- Alien Afternoon (nicht am 18. und 19. Feb. 1998)
- The Carpet Crawlers
- Hold on My Heart (nur am 29. Jan. 1998)
- There Must Be Some Other Way (nicht am 18. und 19. Feb. 1998)
- Domino
- Shipwrecked (29. Jan. – 23. Feb. 1998)
- Firth of Fifth (instrumental section)
- Congo
- Home by the Sea/Second Home by the Sea
- Dancing with the Moonlit Knight (intro)
- Follow You Follow Me
- Lover’s Leap
- Not About Us (25. Feb. – 5. April 1998)
- Mama (nicht am 13. Feb. 1998)
- The Dividing Line
- Invisible Touch
- Turn It On Again

Zugaben:
- Throwing It All Away (nicht am 19. Feb. 1998)
- I Can’t Dance

### Setlist Rock am Ring / Rock im Park
- Land of Confusion
- Calling All Stations
- No Son of Mine
- Domino
- Congo
- Home by the Sea/Second Home by the Sea
- Dancing with the Moonlit Knight (intro)
- Follow You Follow Me
- Lover’s Leap
- Not About Us
- Mama
- The Dividing Line
- Invisible Touch
- Turn It On Again

Zugaben:
- Throwing It All Away
- I Can’t Dance

## Tourdaten
| Nr.               | Datum            | Stadt               | Land          | Veranstaltungsort                         | Anmerkungen   |
| Europatournee     | Europatournee    | Europatournee       | Europatournee | Europatournee                             | Europatournee |
| ----------------- | ---------------- | ------------------- | ------------- | ----------------------------------------- | ------------- |
| 1                 | 29. Januar 1998  | Budapest            | Ungarn        | Sportcsarnok                              |               |
| 2                 | 31. Januar 1998  | Katowice            | Polen         | Spodek                                    |               |
| 3                 | 2. Februar 1998  | Prag                | Tschechien    | Sportovní hala                            |               |
| 4                 | 4. Februar 1998  | Mannheim            | Deutschland   | Maimarkthalle                             |               |
| 5                 | 5. Februar 1998  | Leipzig             | Deutschland   | Messehalle 7                              |               |
| 6                 | 6. Februar 1998  | Berlin              | Deutschland   | Velodrom                                  |               |
| 7                 | 8. Februar 1998  | Amnéville           | Frankreich    | Le Galaxie                                |               |
| 8                 | 10. Februar 1998 | Dortmund            | Deutschland   | Westfalenhalle                            |               |
| 9                 | 12. Februar 1998 | Stuttgart           | Deutschland   | Schleyerhalle                             |               |
| 10                | 13. Februar 1998 | Zürich              | Schweiz       | Hallenstadion                             |               |
| 11                | 15. Februar 1998 | Wien                | Osterreich    | Stadthalle                                |               |
| 12                | 17. Februar 1998 | Bologna             | Italien       | PalaDozza                                 |               |
| 13                | 18. Februar 1998 | Rom                 | Italien       | PalaEUR                                   |               |
| 14                | 19. Februar 1998 | Assago              | Italien       | FilaForum                                 |               |
| 15                | 20. Februar 1998 | Lyon                | Frankreich    | Halle Tony Garnier                        |               |
| 16                | 23. Februar 1998 | Paris               | Frankreich    | Palais Omnisport de Bercy                 |               |
| 17                | 25. Februar 1998 | Birmingham          | England       | National Exhibition Centre                |               |
| 18                | 26. Februar 1998 | Birmingham          | England       | National Exhibition Centre                |               |
| 19                | 27. Februar 1998 | London              | England       | Earls Court                               |               |
| 20                | 1. März 1998     | Glasgow             | Schottland    | SECC                                      |               |
| 21                | 2. März 1998     | Newcastle upon Tyne | England       | Newcastle Arena                           |               |
| 22                | 4. März 1998     | Cardiff             | Wales         | International Arena and Convention Centre |               |
| 23                | 5. März 1998     | Cardiff             | Wales         | International Arena and Convention Centre |               |
| 24                | 6. März 1998     | Manchester          | England       | NYNEX Arena                               |               |
| 25                | 8. März 1998     | Dublin              | Irland        | The Point Depot                           |               |
| 26                | 10. März 1998    | Brüssel             | Belgien       | Forest National                           |               |
| 27                | 11. März 1998    | Rotterdam           | Niederlande   | Sportpaleis Ahoy’                         |               |
| 28                | 14. März 1998    | Lille               | Frankreich    | Le Zénith                                 |               |
| 29                | 15. März 1998    | Angers              | Frankreich    | Amphithéa 4000                            |               |
| 30                | 16. März 1998    | Bordeaux            | Frankreich    | Patinoire de Mériadeck                    |               |
| 31                | 18. März 1998    | Pau                 | Frankreich    | Le Zénith                                 |               |
| 32                | 19. März 1998    | Madrid              | Spanien       | Palacio de los Deportes                   |               |
| 33                | 20. März 1998    | Barcelona           | Spanien       | Palau Sant Jordi                          |               |
| 34                | 22. März 1998    | Marseille           | Frankreich    | Le Dôme                                   |               |
| 35                | 23. März 1998    | Clermont-Ferrand    | Frankreich    | Maison des Sports                         |               |
| 36                | 24. März 1998    | Caen                | Frankreich    | Le Zénith                                 |               |
| 37                | 26. März 1998    | Straßburg           | Frankreich    | Hall Rhénus                               |               |
| 38                | 27. März 1998    | München             | Deutschland   | Olympiahalle                              |               |
| 39                | 28. März 1998    | Erfurt              | Deutschland   | Messehalle 1                              |               |
| 40                | 30. März 1998    | Hamburg             | Deutschland   | Alsterdorfer Sporthalle                   |               |
| xx                | 31. März 1998    | Bielefeld           | Deutschland   | Seidenstickerhalle                        |               |
| xx                | 1. April 1998    | Frederiksberg       | Danemark      | Forum København                           |               |
| 41                | 2. April 1998    | Oslo                | Norwegen      | Spektrum                                  |               |
| 42                | 3. April 1998    | Stockholm           | Schweden      | Globen                                    |               |
| 43                | 5. April 1998    | Helsinki            | Finnland      | Hartwall Areena                           |               |
| Festivalauftritte |                  |                     |               |                                           |               |
| 44                | 30. Mai 1998     | Nürburg             | Deutschland   | Nürburgring                               | Rock am Ring  |
| 45                | 31. Mai 1998     | Nürnberg            | Deutschland   | Frankenstadion                            | Rock im Park  |

## Band
- Tony Banks: Keyboards, Gitarre im Akustik-Set, Hintergrundgesang
- Mike Rutherford: Bass, Gitarre, Hintergrundgesang
- Ray Wilson: Gesang, Gitarre im Akustik-Set
- Anthony Drennan: Gitarre, Bass
- Nir Zidkyahu: Schlagzeug, Percussion im Akustik-Set